# Zohrab Mnatsakanyan
Zohrab Hrachiki Mnatsakanyan (en arménien Զոհրաբ Հրաչիկի Մնացականյան, né le 20 mars 1966) est un diplomate arménien. Mnatsakanyan était auparavant Ministre des Affaires étrangères et Représentant permanent de l'Arménie auprès des Nations unies.

## Biographie

### Jeunesse et formation
Mnatsakanyan est né le 20 mars 1966 à Erevan. En 1989, il a eu une visite universitaire et un stage à l'ambassade de l'Union soviétique à Washington. En 1990, à l'âge de vingt-quatre ans environ, Mnatsakanyan est diplômé de la Faculté des relations commerciales internationales de l'Institut d'État des relations internationales de Moscou. Un an plus tard, il a obtenu une maîtrise en politique de l'Europe occidentale à la Faculté de politique, d'économie et d'études sociales de l'Université Victoria de Manchester au Royaume-Uni.

### Carrière
Mnatsakanyan a commencé sa carrière diplomatique en 1991 en tant que troisième puis deuxième secrétaire au département européen du ministère des Affaires étrangères d'Arménie. Par la suite, il a rejoint l'ambassade d'Arménie au Royaume-Uni en 1993 en tant que deuxième puis premier secrétaire jusqu'en 1997. De 1995 à 1997, il a également été premier secrétaire de l'ambassade au Saint-Siège avec résidence à Londres. Mnatsakanyan est retourné en Arménie en 1997 où il a occupé les fonctions de secrétaire privé du Premier ministre pendant moins d'un an, jusqu'à ce qu'il revienne au ministère des Affaires étrangères et a été chef du premier département européen jusqu'en 1998, puis chef du département de l'Europe jusqu'à 1999. En 1999, il a rejoint le bureau du Président de l'Arménie en tant que Président du Département des relations extérieures jusqu'en 2002.
Mnatsakanyan a été nommé ambassadeur arménien auprès des Nations unies et d'autres organisations internationales à Genève en 2002, servant jusqu'en 2008. Parallèlement, il a été ambassadeur arménien en Suisse. Par la suite, il a été nommé ambassadeur arménien auprès du Conseil de l'Europe à Strasbourg, en France, en 2008, jusqu'en 2011. Il a été nommé vice-ministre des Affaires étrangères en 2011 et a servi jusqu'en 2014, avant de servir à nouveau comme ambassadeur auprès des Nations unies, cette fois en New York, jusqu'en 2018.
Le 12 mai 2018, il a été nommé ministre des Affaires étrangères de l'Arménie par décret du président arménien Armen Sarkissian.
Le 16 novembre 2020, lors de la crise politique provoquée par l'accord de cessez-le-feu du Haut-Karabakh de 2020, il a démissionné de son poste, en raison de désaccords avec le Premier ministre Nikol Pachinian.

### Vie privée
Mnatsakanyan parle arménien, anglais, russe et français.
Il est marié et père de deux fils.

## Récompenses
En 2011, il a reçu la médaille Mkhitar Gosh pour sa fonction publique.